# Elphaba
Elphaba Thropp é a protagonista do livro de 1995 Wicked: The Life and Times of the Wicked Witch of the West, de Gregory Maguire, em sua adaptação para o teatro musical Wicked e na adaptação cinematográfica de duas partes do musical, lançadas em 2024 e 2025. A personagem é identificada com a Bruxa Má do Oeste do romance de 1900 de L. Frank Baum, O Maravilhoso Mágico de Oz.
No romance de Baum, a Bruxa não tem nome e pouco é explicado sobre sua vida; Wicked cria uma história de fundo para ela e explora o mundo de O Mágico de Oz da perspectiva dela. Elphaba foi inspirada na personagem retratada por Margaret Hamilton em O Mágico de Oz, de 1939: pele verde, vestida inteiramente de preto e usando um chapéu alto e pontudo.
Gregory Maguire formulou o nome "Elphaba" a partir da pronúncia das iniciais de Baum - "LFB".

## Interpretes
O papel foi criado na Broadway e no West End por Idina Menzel, que ganhou o prêmio Tony de Melhor Atriz em Musical em 2004. Cynthia Erivo interpretou Elphaba na adaptação cinematográfica do primeiro ato do musical, sendo indicada ao Oscar de melhor atriz, e repetirá o papel na adaptação do segundo ato com Karis Musongole interpretando a personagem quando criança no primeiro filme.
A personagem foi interpretada por diversas atriz após Idina no musical da Broadway. Na versão brasileira, ela foi interpretada por Myra Ruiz em 2016 e 2023, e será novamente em 2025.